# 수라도
수라도(修羅道) 또는 아수라도(阿修羅道)는 불교에서 말하는 육도윤회 중 하나로 죄가 조금 있는 사람이 간다고 한다. 하지만, 이 곳은 전쟁과 싸움이 끊이지 않는 곳 이라고 한다.

## 설명
수라도는 육도윤회에서 세 번째로 죄를 덜 지은 사람이 간다고 한다. 수라도에서는 귀신들마다 무기가 있고 또 그들은 계속 싸운다고 한다. 또한 죽은 귀신은 다시 환생해서 싸운다고 한다. 이는 북유럽 신화의 발할라와 비슷한 면이 있다.